# Iqbal Hussain
Iqbal Hussain (* 6. Juni 1993 in Singapur), mit vollständigen Namen Mohd Iqbal Bin Hamid Hussain, ist ein singapurischer Fußballspieler.

## Karriere

### Verein
Iqbal Hussain erlernte das Fußballspielen in der National Football Academy in Singapur. Seinen ersten Vertrag unterschrieb er 2012 bei Gombak United. Der Verein spielte in der ersten Liga, der S. League. 2013 zog sich der Verein aus finanziellen Gründen aus der Liga zurück. Anfang 2013 unterschrieb er einen Vertrag bei den Singapore LionsXII. Der Verein spielte in der ersten Liga von Malaysia, der Malaysia Super League. Im April wurde der Vertrag wieder aufgelöst und er ging zu den Young Lions. Die Young Lions sind eine U23-Mannschaft, die 2002 gegründet wurde. In der Elf spielen U23-Nationalspieler und auch Perspektivspieler. Ihnen soll die Möglichkeit gegeben werden, Spielpraxis in der ersten Liga zu sammeln. Für die Lions absolvierte er 48 Erstligaspiele und schoss dabei acht Tore. Hougang United, ebenfalls ein Erstligist, nahm ihn 2016 unter Vertrag. Hier stand er 62-mal auf dem Spielfeld und erzielte zwölf Tore. Anfang 2020 wurde er vom Ligakonkurrenten Geylang International verpflichtet. Für Geylang stand er 13-mal in der ersten Liga auf dem Spielfeld. Ende Dezember 2020 zog es ihn nach Indien. Hier stand er bis Mitte Mai 2021 beim Chennai City FC unter Vertrag. Mit dem Verein aus Coimbatore spielte er in der I-League. Für Chennai absolvierte er zehn Ligaspiele. Am 17. Mai 2021 kehrte er nach Singapur zurück. Hier schloss er sich bis Saisonende dem Erstligisten Balestier Khalsa an. Für Balestier bestritt er sechs Erstligaspiele. Nach der Saison wurde sein Vertrag nicht verlängert. Vom 1. Januar 2022 bis Anfang Januar 2023 war er vertrags- und vereinslos. Am 13. Januar 2023 verpflichtete ihn der Erstligist Geylang International.

### Nationalmannschaft
Iqbal Hussain spielt seit 2014 in der singapurischen Nationalmannschaft. Sein Debüt gab er am 6. September 2014 in einem Freundschaftsspiel gegen Papua-neuguinea.